# Mala Oleksandrivka, Borîspil
Mala Oleksandrivka (în ucraineană Мала Олександрівка) este un sat în comuna Velîka Oleksandrivka din raionul Borîspil, regiunea Kiev, Ucraina.

## Demografie
Componența lingvistică a localității Mala Oleksandrivka
     Ucraineană (94,53%)
     Rusă (4,94%)
     Alte limbi (0,18%)
Conform recensământului din 2001, majoritatea populației localității Mala Oleksandrivka era vorbitoare de ucraineană (94,53%), existând în minoritate și vorbitori de rusă (4,94%).